# Zizyphomyia
Zizyphomyia – rodzaj muchówek z rodziny rączycowatych (Tachinidae).

## Wybrane gatunki
- Z. angusta Reinhard, 1967
- Z. chihuahuensis (Townsend, 1892)[1]
- Z. crescentis (Reinhard, 1944)[1]
- Z. limata (Coquillett, 1902)[1]